# Viaduct van José (spoor)
Het viaduct van José is een spoorwegviaduct bij José, een deelgemeente van Herve in de Belgische provincie Luik. Het viaduct is een deel van HSL 3, waar deze vanop het plateau aansluit bij de E40/A3-autosnelweg, bij het gelijknamige viaduct in de autosnelweg. Het viaduct is 422 m lang en wordt beheerd door Infrabel.
Het viaduct werd gebouwd in 2007, bij de aanleg van de HSL 3 tussen Luik en de Duitse grens. Omdat de bodem niet stabiel genoeg is, werden de pijlers in V-vorm gebouwd op een horizontale fundering.